# 克里斯多夫·杜德
克里斯多夫·杜德（英語：Christopher Dodd，1944年5月27日—）是美国的政治人物，隸屬民主黨籍，杜德從1981年到2011年是康乃迪克州的聯邦參議員，曾參與2008年美國總統選舉民主黨初選。

## 早年生涯
杜德生於康乃迪克州的威廉曼提克市的一個愛爾蘭裔家庭，父親是曾擔任參議員的湯瑪斯·約瑟夫·杜德，母親是格雷斯·墨菲·杜德。杜德就讀了位於馬里蘭州的耶穌會男子中學喬治城預備學校。杜德在1966年從普洛威顿斯学院取得了英語文學的學士學位，接著杜德參與了美國派駐多明尼加的和平隊，在一個鄉村的小村莊服务直到1968年。在離開了和平隊後，杜德加入了美國陸軍的預備役，並待在軍中直到1975年。在1970年7月，他與蘇珊·瑪尼結婚，但兩人在1982年的10月就離婚了。在1972年，杜德在1972年從路易斯维尔大学取得了法學博士學位，在校園裡他還成為了法學院學生會的副主席。隔年他通过康乃迪克州律师公会考试，並開始执业律师生涯。他在1999年6月與傑琪·瑪莉·克蕾格結婚。克蕾格在美國進出口銀行擔任位階極高的職位，夫妻育有兩名女兒—格蕾絲和克莉斯蒂娜。
杜德也是美國女演員和歌手Christy Carlson Romano的教父。杜德的哥哥湯瑪斯·杜德則是從喬治城大學榮譽退休的教授，他還在比爾·柯林頓總統任期內擔任過美國駐烏拉圭和哥斯大黎加大使。杜德每逢國會休會期間都住在康乃迪克州的東哈丹姆（East Haddam）鎮，他會講流利的西班牙語，並且信奉天主教。

## 眾議員

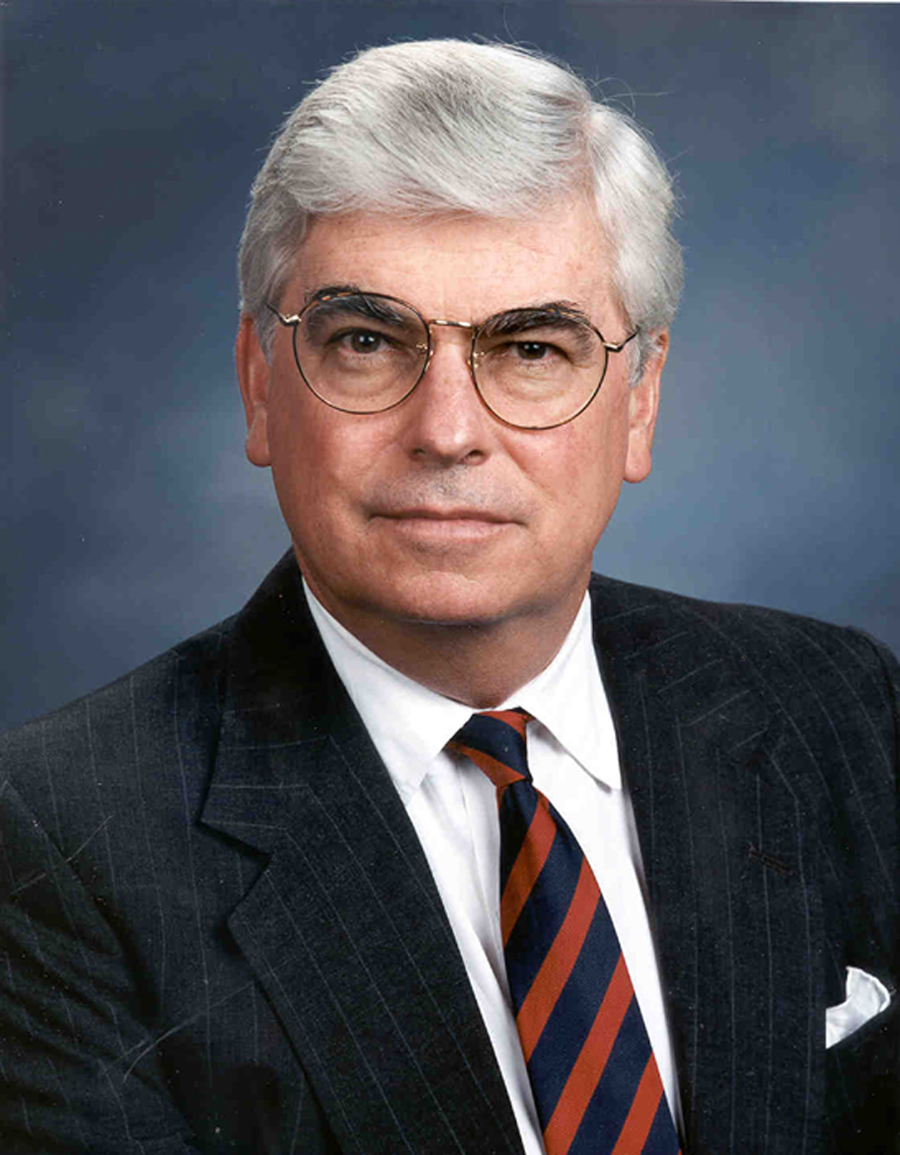
克里斯·杜德

在1974年，杜德被選為康乃迪克州第二選區的眾議員。他連任了兩次任期，從1975年1月4日一直擔任至1981年1月3日。

## 參議員
杜德在1980年的國會選舉中被選為美國參議員，並且在1986年、1992年、1998年、和2004年選舉中都順利當選連任。他是第一個連任了長達五屆任期的康乃迪克州參議員。1995年至1997年間，他擔任了民主黨全國委員會的主席，在擔任黨主席期間他也兼任了民主黨的發言人。
2006年，曾有聲浪揣測杜德會參選康乃迪克州的州長，但最後杜德並沒有參選。2004年，杜德曾一度考慮要參選總統，不過最後放棄了這個打算。在109屆國會裡他曾被認為是可能替代汤姆·达施勒擔任參議院少數派領袖的人選，不過被杜德所婉拒了，這個職位最後由哈里·瑞德所擔任。
杜德被視為是參議院裡的中間偏左派，關注拉丁美裔族群和侵權法改革（tort reform）。他的投票紀錄顯示他對尼加拉瓜的桑地諾民族解放陣線等團體的支持，這使他與共和黨政府經常產生衝突。他也經常批評美國對古巴的貿易禁運和限制。他支持較為寬鬆的移民法案。2005年1月，他與委內瑞拉總統雨果·查維茲相會，以圖改善兩國之間的緊張關係。杜德強調美國必須與委內瑞拉保持緊密連結，無論是在經濟上還是在反恐戰爭或打擊毒品貿易上。在一次場合中杜德還讚美查維茲的政權：「藉由贏得全國性的公民投票（在2004年8月15日），查維茲證明了他是委內瑞拉民主選出的合法總統……我們知道美國和委內瑞拉兩國之間關係出現了一些問題，但今天是新年的開始，在這裡我們期待兩國會出現一段新的關係。」他還說「談論過去的往事並沒有意義，我希望我們兩國能克服這一難題。」
在槍械管制的議題立場上，杜德曾被全國步槍協會所譴責。他是16名投票投票反對了維特修正案（禁止聯邦政府在災難時沒收合法私人槍械的修正案）的參議員之一。
2006年，杜德支持了同州的參議員喬·李伯曼競選連任而被民主黨內的一些人譴責，因為最初杜德保證將會支持任何透過民主黨初選而獲勝的候選人。當時由内德·拉曼特贏得了民主黨初選，據說杜德最初曾試圖說服李伯曼放棄競選，不過李伯曼最後沒有接受他的勸告。之後李伯曼脫黨以無黨籍身分競選，最後仍贏得了11月的正式選舉。

## 2008年總統選舉
2006年4月，杜德告訴美聯社他正在考慮要投入2008年美國總統選舉，他說：「這只是一個念頭罷了，可能會增加，也可能會消失吧。」在2006年5月22日，他告訴Hartford Courant日報的記者說他已經與主要資金贊助人討論過，包括國會議員Rosa DeLauro，並且他將會為2008年的總統選舉組成一支试探委员会。在2006年6月他首度舉行了總統選舉的募款會，讓許多政治評論家跌破眼鏡的是，他在一個晚上內便募集了超過一百萬美元的資金。杜德也打算在2006年6月參與佛羅里達州的民主黨大會，以聚集角逐總統選舉的支持。
2006年12月22日，杜德雇用了曾擔任約翰·凱瑞競選顧問的Jim Jordan，以協助他決定是否要參選2008年總統選舉。雖然Jordan在2003年11月便因為輔佐凱瑞不力而被解职，他仍是2008年總統選舉裡的熱門顧問人選。
2007年1月11日，杜德在「Imus in the Morning」電台節目上正式宣布他將角逐2008年的總統選舉。杜德已經致函向聯邦選舉委員會（FEC）保證他不會谋求2010年的參議員連任。不過這在實際上並沒有太大意義，因為事後杜德仍可以收回這個承諾。目前杜德正試圖將未來競選參議院連任的募款資金合法轉移至總統選戰的資金。
新罕布夏州的民主黨部負責人宣稱杜德曾經告訴她說他將不會「组成试探委员会，我會直接跳入選戰中。」
2008年1月，在爱荷华初选失利后退出。

## 後參議員事業
雖然杜德在完成其參議員事業後一直都強調自己不會擔當“游说集团”成員的角色，杜德最早被紐約時報指名最有可能接替Dan Glickman出任美国电影协会（MPAA）的主席及首席說客。他的受聘於2011年3月1日正式公布，年薪估計約150萬美元。
2012年1月17日，杜德發表一份聲明，批評網上的反SOPA和PIPA抗議活動。之後他更因為說了一句：「別告訴我—當你工作不保時給你開支票，當我的工作不保時不理我。」而惹起行賄疑雲，引來網民上白宮網站連署要求調查其公開行賄行徑，但白宮拒絕評論。

## 外部連結
- 參議員官方網站
- 總統選戰的官方網頁 （页面存档备份，存于）
- 和平部隊的傳記 （页面存档备份，存于）
- 國會檔案
- Federal Election 競選募款資金的報告和數據 （页面存档备份，存于）
- 參議院投票紀錄 （页面存档备份，存于）
- Project Vote-Smart的檔案
- 華盛頓郵報記載的投票紀錄
- 紐約時報 - 克里斯·杜德新聞 （页面存档备份，存于） 新聞和評論

| 前任： Debra DeLee           | 美國民主黨全國委員會主席 1995年－1997年        | 繼任： Roy Romer           |
| 前任： Robert H. Steele      | 美國康乃迪克州眾議員（第2選區） 1975年－1981年 | 繼任： Sam Gejdenson       |
| 前任者： Abraham A. Ribicoff | 美國康乃迪克州（第3類）參議員 1981年－2011年   | 繼任者： 理查德·布吕芒塔尔 |